# Sản xuất lúa gạo tại Lào

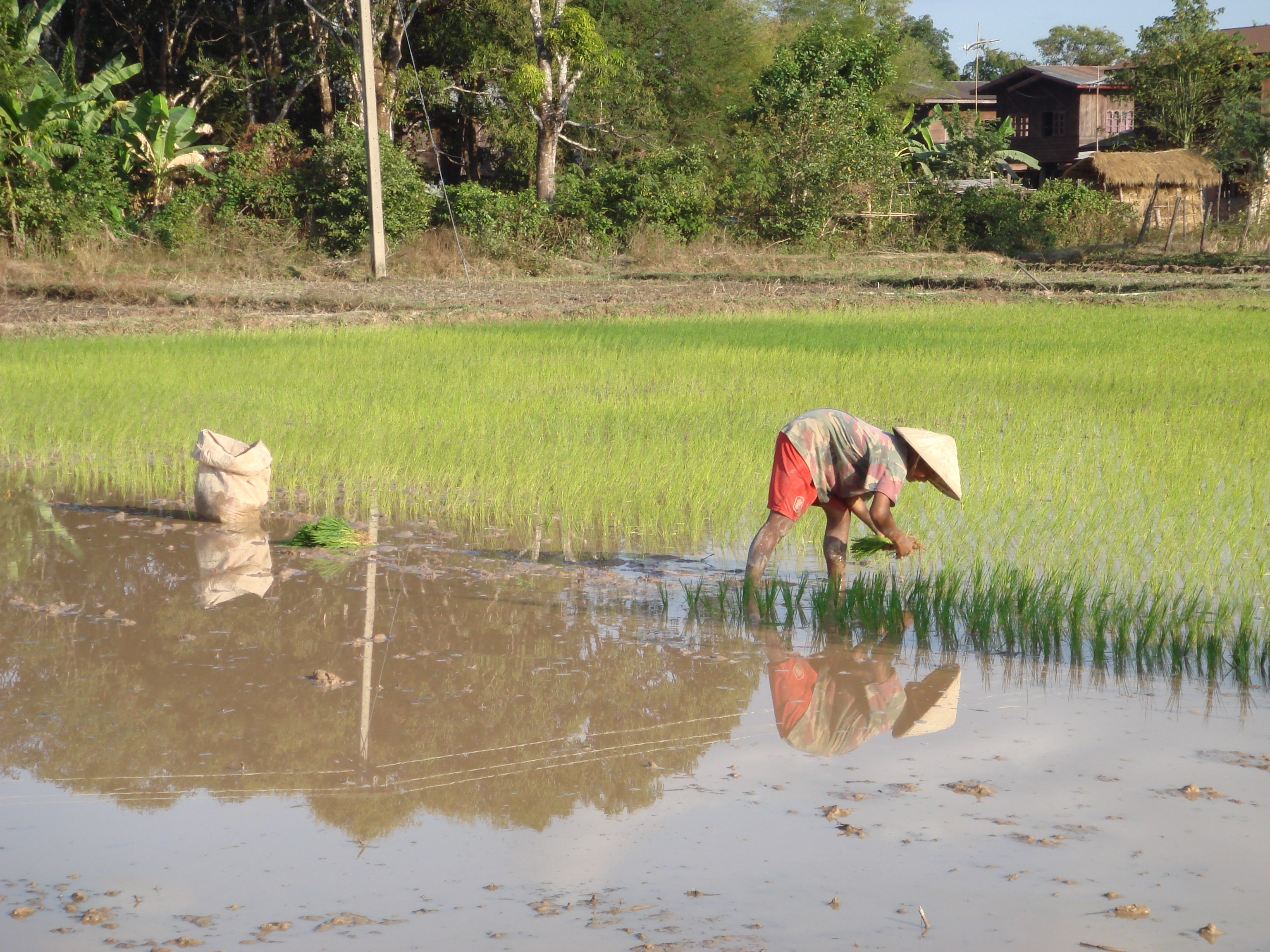
Trồng lúa ở tỉnh Champasak

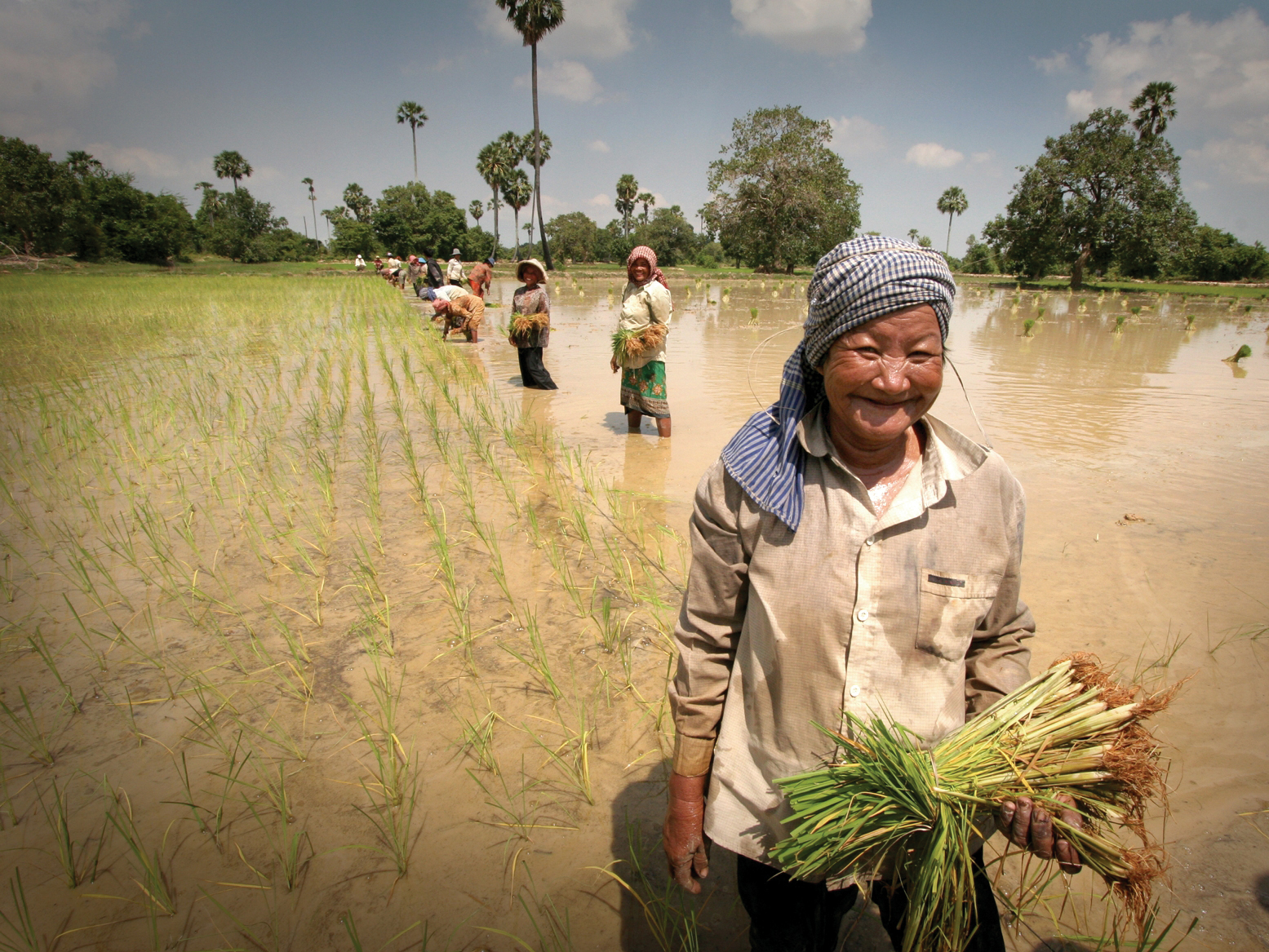
Phụ nữ Lào trồng lúa gần Sekong

Ngành sản xuất lúa gạo tại Lào đóng vai trò quan trọng đối với nền kinh tế quốc dân và cung cấp lương thực cho quốc gia này. Lúa gạo là lương thực chính của Lào, và hơn 60% diện tích đất canh tác được sử dụng để trồng trọt. Chỉ có khoảng 4% tổng diện tích của Lào là có thể trồng trọt được, đây là lượng đất canh tác nhỏ nhất so với bất kỳ quốc gia nào ở Đông Nam Á, do địa hình đồi núi của nước này (xem Địa lý Lào). Lúa gạo chủ yếu được sản xuất ở các vùng đất thấp trong nước, chỉ có khoảng 11% sản lượng diễn ra ở các vùng đất cao. Nhiều tỉnh sản xuất lúa gạo hàng đầu nằm dọc theo sông Mê Kông (ví dụ, Viêng Chăn, Khammouan, Bolikhamxai, Savannakhet, Salavan và Champasak). Các trang trại trồng lúa trung bình có quy mô nhỏ, trung bình chỉ khoảng 1–2 hécta (2,5–4,9 mẫu Anh).

## Tổng quan
Tính đến năm 2019, khoảng 1,5 triệu tấn gạo đã được sản xuất ở Lào. Sản lượng có thể thay đổi đáng kể giữa các năm nhưng đã được cải thiện do sự thích nghi của các giống lúa năng suất cao hơn và tăng diện tích tưới tiêu. Tuy nhiên, gần 90% sản lượng lúa diễn ra trong mùa mưa, vì chỉ khoảng 12% diện tích lúa canh tác được tưới. Ở vùng đất cao không có diện tích tưới tiêu, hạn chế thời vụ trồng lúa của nông dân vùng đất cao chỉ còn một vụ trong năm (tháng 4–tháng 11), trong khi một số nông dân trồng lúa ở vùng đất thấp có thể trồng lúa hai lần một năm với các trang trại có nước tưới gần sông Mê Kông. Lúa chính ở vùng đất thấp thường trồng vào tháng 6–7 và thu hoạch từ tháng 10–12. Cây trồng trái vụ ở vùng đất thấp thường trồng vào tháng 12–tháng 1 và thu hoạch vào tháng 4–tháng 5. Sản lượng gạo nếp chiếm khoảng 80% tổng sản lượng gạo của Lào, phần lớn sản lượng còn lại bao gồm gạo trắng và gạo thơm. Cơ giới hóa vẫn còn khá hạn chế nhưng đang trở nên phổ biến hơn ở các tỉnh sản xuất lúa gạo lớn.
Vì gạo rất quan trọng đối với thu nhập nông thôn và an ninh lương thực, chính phủ quy định chuỗi giá trị gạo khá chặt chẽ (ví dụ, đặt ra giá sàn cho việc thu mua gạo tại ruộng lúa). Tương tự, các thương nhân muốn xuất khẩu gạo phải tiến hành đăng ký thủ tục với cả chính quyền trung ương lẫn chính quyền địa phương. Tính đến năm 2020, Chính phủ Lào đang soạn thảo Chiến lược Phát triển Nông nghiệp có tính đến tình hình mới do sự bùng phát COVID-19. COVID-19 được đưa ra sau hai năm sản xuất nông nghiệp gặp khó khăn ở Lào do điều kiện thời tiết bất lợi và sự xâm nhập của sâu bệnh, khiến chính phủ Lào phải suy nghĩ lại về các chính sách nông nghiệp hiện tại. Chính phủ Lào đang muốn tập trung nhiều hơn vào các nông hộ nhỏ và đầu tư vào nhiều nghiên cứu và khuyến nông hơn. Chính phủ Lào cũng chú trọng đến các kỹ thuật trồng trọt xanh và bền vững. Chính phủ đã ưu tiên tăng sản lượng và xuất khẩu gạo với mục tiêu nâng tổng sản lượng lúa gạo lên 5.000.000 tấn (4.900.000 tấn dài; 5.500.000 tấn ngắn) với 1.000.000 tấn (980.000 tấn dài; 1.100.000 tấn ngắn) xuất khẩu vào năm 2025. Chính phủ Lào vẫn đang tập trung vào việc tăng diện tích tưới tiêu và cải tiến giống cây trồng để đáp ứng mục tiêu của nước này.